# ア・ソング・フォー・ユー (アルバム)
『ア・ソング・フォー・ユー』（A Song for You）はカーペンターズの4枚目のアルバムである。1972年6月13日に発売された。

## アルバム解説
リチャード・カーペンターによると、『ア・ソング・フォー・ユー』はタイトル・チューンがオープニングとエンディングとなるコンセプト・アルバムの形式を狙ったという。キャッシュボックスの1972年度におけるトップ100アルバムにおいて『ア・ソング・フォー・ユー』は26位になった。
日本発売当時（AML 135）のアルバムの邦題は『トップ・オブ・ザ・ワールド』で、その後原題通りに『ア・ソング・フォー・ユー』、さらにレコードの再発時（GP 254）には『愛は夢の中に』（"I Won't Last a Day Without You"の邦題）となり、短い間にアルバムの邦題が何度も変わった。現在は原題の通りに呼ばれている。

## 曲解説
「ハーティング・イーチ・アザー」はルビー・アンド・ザ・ロマンティクスのあまり目立たない曲をカバーしたもので、1972年の初め、最初にシングルカットされた。2位になり、カーペンターズにとって6枚目のゴールドディスクを獲得した。キャロル・キングのカバー、「小さな愛の願い」は次のシングルカットで12位になり、その次は「愛にさよならを」が7位になった。この曲は一部のイージーリスニング系ラジオ局から放送拒否を受けてしまった。カーペンターズのリードギタリストとしてバンドに加わったばかりのトニー・ペルーソのファズギターソロ(リチャード・カーペンターのアイディア・指示による「燃える」演奏)が入っていたからである。後にパワー・バラードと呼ばれるジャンルの曲に多大な影響を及ぼした。アルバムにはアカデミー賞にノミネートされた映画のタイトル曲、「動物と子供たちの詩」が収録されている。Hot 100において「スーパースター」のB面として67位にチャートインしていた。
アルバムにおいて最大のヒット曲、ナンバーワンに輝いた「トップ・オブ・ザ・ワールド」はアルバム発売から1年以上経ってからシングルとして発売した。ジョン・ベティスと共同で曲を書いたリチャード・カーペンターによると、この曲が遅れてアメリカにて発売された理由はこの曲の商業的価値を見誤ったためなのだが、それはカーペンターズ版の「トップ・オブ・ザ・ワールド」が日本で1972年にヒットし、リン・アンダーソン版がアメリカのカントリーチャートにて1973年に2位になったことで証明された。若干の手直しとわずかなリミックスを経て、やっとアメリカにおいてシングルとして発売された。
カーペンターズが良く取り上げていたポール・ウィリアムス（作詞）とロジャー・ニコルズ（作曲）の作品である「愛は夢の中に」は遅ればせながら1974年にシングルカットされ、Hot 100で11位まで上昇した。
「スーパースター」のB面としてACチャートで26位にとどまった「動物と子供たちの詩」を除いて、アルバムからのシングルはアダルト・コンテンポラリーチャートにおいて全て1位（「ハーティング・イーチ・アザー」、「愛は夢の中に」）もしくは2位になった。アルバムとアルバムからのシングルは国際的にも成功を収めている。「愛にさよならを」と「愛は夢の中に」は両A面としてイギリスのシングルチャートにおいてトップ10ヒットとなり、「トップ・オブ・ザ・ワールド」はオリコンのシングルチャートに3度チャートインしている。（1972年:21位、1973年:52位、1996年:83位）

## オリジナルLP収録順

### A面
1. ア・ソング・フォー・ユー (A Song for You) - 4:42（レオン・ラッセル）
2. トップ・オブ・ザ・ワールド (Top of the World) - 2:56（リチャード・カーペンター、ジョン・ベティス）*
  - 「トップ・オブ・ザ・ワールド」はカーペンターズにとって2曲目のナンバーワンシングルとなった。（1973年12月1日、8日付）
3. ハーティング・イーチ・アザー (Hurting Each Other) - 2:46（アデル/ゲルド）*
4. 小さな愛の願い (It's Going to Take Some Time) - 2:55（キャロル・キング、トニ・スターン）*
5. 愛にさよならを (Goodbye to Love) - 3:50（リチャード・カーペンター、ジョン・ベティス）*
  - 「愛にさよならを」はエレキギターによるソロを組み込んだ、おそらくポップス史上最初のパワーバラードとなった。
6. インターミッション (Intermission) - 0:22（リチャード・カーペンター）

### B面
1. 動物と子供たちの詩 (Bless the Beasts and Children) - 3:07（バリー・デヴォーゾン、ペリー・ボトキン・ジュニア）*
  - 「動物と子供たちの詩」は1971年の同名映画のテーマ曲であった。
2. フラット・バロック (Flat Baroque) - 1:45（リチャード・カーペンター）
  - 「フラット・バロック」は1966年のRCAにおけるレコーディング・セッションで作られた曲である。1970年のラジオ番組「Your Navy Presents」で復活したが、このアルバムが発売するまで公式に発表されていなかった。
3. ピアノ・ピッカー (Piano Picker) - 1:59（ランディ・エデルマン）
4. 愛は夢の中に (I Won't Last a Day Without You)（初出時の邦題は「ア・デイ・ウィズアウト・ユー」） - 3:46（ポール・ウィリアムズ、ロジャー・ニコルズ）*
5. クリスタル・ララバイ (Crystal Lullaby) - 3:58（リチャード・カーペンター、ジョン・ベティス）
6. 明日への旅路 (Road Ode) - 3:50（ガリー・シムス、ダン・ウッダムス）
7. ア・ソング・フォー・ユー (A Song For You (Reprise)) - 0:53（レオン・ラッセル）

"*"が付いている曲はアメリカにおいてシングルカットされた曲を表している。

## ステレオテープ版収録順
『ア・ソング・フォー・ユー』のステレオテープ版は収録順が異なっている。

### サイド1
1. ア・ソング・フォー・ユー
2. トップ・オブ・ザ・ワールド
3. ピアノ・ピッカー
4. フラット・バロック
5. 愛は夢の中に
6. 愛にさよならを
7. インターミッション

### サイド2
1. ハーティング・イーチ・アザー
2. クリスタル・ララバイ
3. 小さな愛の願い
4. 動物と子供たちの詩
5. フラット・バロック
6. 明日への旅路
7. ア・ソング・フォー・ユー

## シングル
- ハーティング・イーチ・アザー

```
US 7 シングル （1971年）  A&M 1322
1.ハーティング・イーチ・アザー
2.メイビー・イッツ・ユー
```

- 動物と子供たちの詩

```
JP 7 シングル （1972年）  AM-114
1.動物と子供たちの詩
2.ヘルプ
```

- 小さな愛の願い

```
US 7" シングル （1972年）  A&M 1351
1.小さな愛の願い
2.フラット・バロック
```

- 愛にさよならを

```
US 7 シングル （1972年）  A&M 1367
1.愛にさよならを
2.クリスタル・ララバイ
```

- トップ・オブ・ザ・ワールド

```
US 7 シングル （1973年）  A&M 1468
1.トップ・オブ・ザ・ワールド
2.ヘザー
```

- 愛は夢の中に

```
US 7 シングル （1974年）  A&M 1521
1.愛は夢の中に
2.ワン・ラヴ
```